# Lake Lorraine (Floride)
Lake Lorraine est une census-designated place du comté d'Okaloosa, dans l'État de Floride, aux États-Unis,. En 2020, elle compte une population de 7 142 habitants.